# New Zealand Masters
New Zealand Masters — пригласительный снукерный турнир, проходивший в 80-х годах в Новой Зеландии.
Турнир проводился летом, как раз в перерыве между снукерными сезонами, и поэтому он не входил в официальный календарь сезона. Тем не менее, в новом соревновании принимали участие большинство игроков из Топ-8, и New Zealand Masters, который был единственным профессиональным снукерным турниром в Новой Зеландии, имел большой успех.
Спонсором сореванования выступила компания Lion Brown. 

## Победители
| Год  | Чемпион       | Финалист     | Счёт | Место проведения | Приз победителю |
| ---- | ------------- | ------------ | ---- | ---------------- | --------------- |
| 1988 | Стивен Хендри | Майк Халлетт | 6:1  | Веллингтон       | £ 12 000        |
| 1989 | Вилли Торн    | Джо Джонсон  | 7:4  | Веллингтон       | £ 15 000        |